# Нестерчук Мирон Матвійович
Нестерчу́к Миро́н Матві́йович (25 травня 1942, с. Сильне, Волинь) — український поет, прозаїк, перекладач, художник. Член національної спілки художників України та член національної спілки художників України.

## Біографія
Народився в селі Сильно Ківерцівського району на Волині. Рано втратив батьків.1959 року поступив в інститут інженерів водного господарства в Рівному. 1961 року почав відвідувати студію образотворчого мистецтва при обласному Будинку народної творчості. Після закінчення інституту попрацював на меліоративному будівництві на Чернігівщині, згодом служив у війську. У кінці 1960-х жив у Луцьку, працював у проектній організації, вечорами відвідував студію образотворчого мистецтва. Після навчання в Московському заочному університеті мистецтв на факультеті образотворчого мистецтва працював різьбярем, художником–оформлювачем. 1971 року переїхав до міста Стрий, де мешкає й донині. Першу збірку поезій «Джерела» видав на початку 1980-х років. Займається художнім оформленням книжок. Працює художником–оформлювачем Стрийського краєзнавчого музею «Верховина».

## Перекладацька діяльність
Перекладає з вірменської мови твори поетів сучасних і класиків, зокрема Григора Нарекаці, Нерсеса Шноргалі, Нагапета Кучака, Паруйра Севака та інших.
Мирон Нестерчук зробив повний переклад «Книги трагедії» Григора Нарекаці на українську мову. 2004 року «Книга Трагедії» Григора Нарекаці у перекладі Мирона Нестерчука стала Книгою Року Форуму видавців у Львові в 2004 році..
За перекладацьку діяльність Мирон Нестерчук був нагороджений Грамотою Президента Вірменії, медаллю Мовсеса Хоренаці та золотою медаллю Міністерства культури Вірменії.

## Збірки поезії
- «Джерела» (1982),
- «Мелодія світанку» (1985),
- «Свитязь» (поліська легенда) (1994),
- «Вірменська рапсодія» (1993),
- «Силно» (2002).
- «Вогненне коло»(2007).
- Переклади та інші видання

- Нарекаці, Григор. Книга трагедії [Текст] / Г. Нарекаці ; пер. із старовірм. М. М. Нестерчук. — Л. : Каменяр, 2003. — 456 с.
- Нестерчук, Мирон Матвійович. Петро Обаль [Текст]: документ. повість про життя і творчість укр. художника / М. М. Нестерчук. — Л. : Каменяр, 2004. — 160 с.: іл. — (Серія «Ососбистості»). — Бібліогр.: с. 126—130.
- Нестерчук, Мирон Матвійович. Земля твоя і моя [Текст]: альбом естампів / М. М. Нестерчук. — Л. : Каменяр, 2005. — 40 с.: іл.
- Нестерчук, Мирон Матвійович. Пори року [Текст]: поезія та образотвор. композиції / Мирон Нестерчук. — Львів: Каменяр, 2007. — 31, [1] окр. арк. в обгортці. — ISBN 5-7745-0429-8 : 10.00 р.
- Севак, Паруйр Рафаелович. Немовкнуча дзвіниця [Текст]: поеми та вірші / П. Р. Севак ; пер. М. М. Нестерчук. — Л. : Каменяр, 2008. — 424 с.: іл.
- Поезія Вірменії [Текст]: авт. антол. : [пер. з вірм.] / упорядкув. та пер. Мирона Нестерчука. — Єреван: ArPrint, 2011. — 360 с. — 500 прим.
- Чаренц, Єгіше Абгарович. Книга шляху ч[Текст]: поеми та вірші/ Є. А. Чаренц; пер. М. М. Нестерчук. — Київ: Пульсари, 2013.- 224 с.-300 прим.

## Художні виставки
Крайові
- Обласна молодіжна(Луцьк,1969);
- Обласна виставка волинських художників до 100-річчя від дня народження Лесі Українки(Луцьк,1969);
- Виставка акварелей художників Львова, Тернополя, Рівного, Луцька (Львів, 1971);
- Обласна виставка художників і народних майстрів (Львів, 1982);
- Акварельний світ Любові Коваль, Мирона Нестерчука, Софії Садловської (Стрий, 2005).

Міжнародні
- Міжнародна виставка графіки «Адам Міцкевич, до 200-річчя від дня народження» (Остров Велькопольський, Каліш (Польща),1998);
- Міжнародні графічні конкурси екслібрису (Гливиці (Польща), 2001, 2003, 2010);
- Виставка малих форм гравюри «Беловежская Пуща» (Брест (Білорусь), 2009,2012);
- Пересувна персональна «Земля твоя і моя» (Єреван, Іджеван, Гюмрі, Ванадзор (Вірменія), 1999);
- Міжнародна виставка «Осінній салон» (Львів, 2010, 2011, 2012, 2013).

Персональні
- Луцьк,1969;
- Стрий,1977, 1994, 2002, 2012; 2023.
- Виставка творів О.Величка та М.Нестерчука з нагоди 600-річчя м. Стрия (Стрий, Львівщина, 1985).
- Бережани, Тернопільщина,1989;
- Львів, 1997;
- Луцьк, 2006.